# V589 Возничего
V589 Возничего (лат. V589 Aurigae) — двойная затменная переменная звезда типа Алголя (EA) в созвездии Возничего на расстоянии приблизительно 3472 световых лет (около 1065 парсеков) от Солнца. Видимая звёздная величина звезды — от +12,9m до +12,2m. Орбитальный период — около 1,16 суток.

## Характеристики
Первый компонент — жёлто-белая звезда спектрального класса F. Радиус — около 2,93 солнечных, светимость — около 12,551 солнечных. Эффективная температура — около 6342 K.